# Bołożynów
Bołożynów (ukr. Боложинів) – wieś w rejonie złoczowskim obwodu lwowskiego Ukrainy. Do scalenia w 1934 r. w II Rzeczypospolitej miejscowość była siedzibą gminy wiejskiej w powiecie złoczowskim województwa tarnopolskiego. 
Do 19 lipca 2020 r. w rejonie buskim.  
1 marca 1944 r. nacjonaliści ukraińscy z OUN-UPA zamordowali tutaj ok. 30 Polaków.

## Położenie
Na podstawie Słownika geograficznego Królestwa Polskiego i innych krajów słowiańskich to: wieś w powiecie brodzkim, położona 1 milę na północny-wschód od Buska i północny-zachód od Oleska.

## Ludzie
We wsi został pochowany hr. Jerzy Erazm Tomasz Baworowski, poseł na Sejm Krajowy Galicji (1901–1913), poseł na Sejm Ustawodawczy II RP (1919–1922).